# みゆき (DJ)
みゆき（本名未公表、1979年8月4日 - ）は、関西を中心に活躍するディスクジョッキー、タレントである。大阪府出身、血液型はA型。セイ所属。愛称は「みゆきちゃん」。

## 人物
口癖は「ラジオは参加してなんぼ」。聴くだけではなく、積極的にリクエストを送って番組に参加してほしいと呼びかけている。また、FM OSAKAでは「恋愛マスター」とも呼ばれており、恋愛相談を積極的に紹介している。
2009年8月12日、MUSIC COASTER内で、妊娠しており、母体が安定するまで番組を休むことを発表。その後、9月30日・10月1日に2日間だけ復帰し、番組を卒業した。その後はレギュラー番組を持たず、静養している。
2010年3月14日、自身のブログ内で3月7日に男の子を出産していたことを発表した。

## 過去出演した番組
- ABCミュージック21（ABCラジオ）
- 二色浜シーサイドステーション（FM OSAKA）
- spice-e（e-radio）
- ボウリングフェスティバル（奈良テレビ）
- KICK OFF（スカパー!）
- LOVE FLAP（FM OSAKA、2007年5月23日）※RIOの代理
- MUSIC COASTER FRIDAY（FM OSAKA 金19:30-20:55、2007年10月-2009年3月）
- MUSIC COASTER（FM OSAKA、水・木曜日16:00-19:55、2005年4月-2009年10月）

番組立ち上げメンバーとして、4年半出演し続けた。

### ラジオCM
- ラーメン劇場
- 第一物産
- 兵庫大学オープンキャンパス